# 兹维奥兹德内 (伊尔库茨克州)
兹维奥兹德内（羅馬化：Zvyozdnyy）是俄罗斯伊尔库茨克州的工人村（市级镇），属乌斯季库特区，位于勒拿河流域内尼亚河（Ния）汇入塔尤拉河处，在区行政中心乌斯季库特东、州府伊尔库茨克北偏东方。设有同名铁路车站。
该地2021年人口有767人；2010年人口957人；2002年人口1,228人。